# Galaxias Fossae

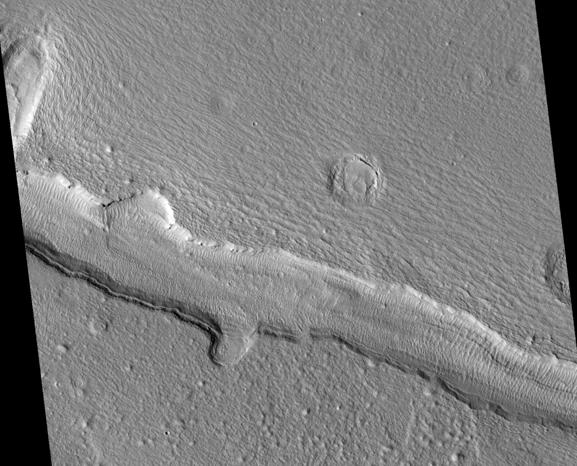
Galaxias Fossae.

Galaxias Fossae és una estructura geològica del tipus fossa a la superfície de Mart, situada amb el sistema de coordenades planetocèntriques a 39.59 ° de latitud N i 145.41 ° de longitud E. Fa 552 km de diàmetre. El nom va ser fet oficial per la UAI l'any 1985 i pren el nom d'una característica d'albedo.